# Stockaryds kyrka
Stockaryds kyrka är en kyrkobyggnad i Växjö stift som tillhör Stockaryds församling.

## Kyrkobyggnaden
Stockaryds nuvarande kyrkas föregångare var en äldre träkyrka från 1692 med anor från 1200-talet. Den bestod av ett rektangulärt långhus med avslutande korvägg i öster och vapenhus i väster. Ytterväggarna var beklädda med stående panel. Det spånklädda taket hade en brant resning. Interiören pryddes av målningar utförda under 1700-talet av Johan Christian Zschotzscher. Kyrkklockorna var upphängda i en öppen klockstapel av klockbockstyp. Kyrkan revs 1908  när den nya kyrkan färdigbyggts. Timret fraktades till Hästveda i Skåne där köparen uppförde ett boningshus av detta. Klockstapeln monterades ned och uppsattes 1910 i Slottsskogen,Göteborg.. Ett antal fotografier har bevarats som ger oss en god bild av den rivna kyrkans exteriör. 
Den nya kyrkan som uppfördes 1906–1907 efter ritningar av Fritz Eckert är en salkyrka i historieserad blandstil, även denna byggd av trävirke. Kyrka är orienterad så att kyrktornet ligger i syd-sydväst. I nord-nordost finns ett smalare tresidigt kor och i väst-nordväst är sakristian belägen. Kyrktornet är försett med nygotiskt inspirerade ljudöppningar,spetsgavlar samt en flersidig mindre lanternin med en hög spira krönt av ett kors. I tornet finns två klockor – Storklockan som är omgjuten 1910 och Lillklockan gjuten 1853. Interiören präglas av den öppna takkonstruktionen, de trekopplade kyrkfönstren och koret som avskiljs från kyrkorummet av en triumfbåge som följer innertakets tresidiga utformning.

## Inventarier
- Kyrkans altartavla är målad 1954 av Olle Hjortzberg. Det är ett påskmotiv som skildrar kvinnornas besök vid Jesu grav och möts av en ängel som bär fram det underbara budskapet att han är uppstånden.
- Halvrund altarring med svarvade balusterdockor.
- Sexsidig nygotiskt inspirerad predikstol, rikt förgylld med ljudtak.
- Dopfunten är av trä och till denna finns en gammal dopskål av tenn och en nyare av silver.
- Öppen bänkinredning.
- Orgelläktare med balusterdockor.
- Julkrubban av trä har 80 cm höga träfigurer snidade av Eva Spångberg. Hon har också tillverkat processionskorset.
- Från den tidigare kyrkan har en hel del föremål bevarats. Här finns en gammal ekkista med kraftiga järnbeslag och en kyrkbänk.I kyrkans nedre hörn står den gamla  predikstolen i barock från 1700-talets början. Korgen pryds av heliga gestalter. I det andra hörnet har en gammal klocka från 1800-talet sin plats. Flera av takkronorna kommer från den gamla kyrkan.
- Vid nattvardsfirande används kyrksilver från 1700-talet. Från samma århundrade härstammar två av kyrkans mässhakar.

## Orglar
- 1857 byggde Magnus Larsson Elmelin en orgel med 3 stämmor.
- 1908 byggde Emil Wirell, Växjö en orgel med 13 stämmor.
- 1960 flyttades en orgel hit från Huskvarna missionskyrka. Den är byggd 1934 av A Magnussons Orgelbyggeri AB, Göteborg och har 16 stämmor.
- Den nuvarande orgeln är byggd 1980 av Nils-Olof Berg, Nye och är en mekanisk orgel. Fasaden är från 1908 års orgel.

| Huvudverk I    | Svällverk II      | Pedal      | Koppel |
| Principal 8´   | Gedackt 8´        | Subbas 16´ | I/P    |
| Blockflöjt 8´  | Salicional 8´     | Borduna 8´ | II/P   |
| Oktava 4´      | Principal 4´      | Basun 16´  | II/I   |
| Koppelflöjt 4´ | Rörflöjt 4'       |            |        |
| Oktava 2'      | Kvinta 2 2/3'     |            |        |
| Kvinta 1 1/3'  | Waldflöjt 2'      |            |        |
| Oktava 1'      | Ters 1 3/5'       |            |        |
|                | Scharf II         |            |        |
|                | Tremulant         |            |        |
|                | Crescendosvällare |            |        |

### Kororgel
1987/1988 byggde Nils-Olof Berg, Nye en mekanisk kororgel.
| Manual           | Pedal      | Koppel  |
| Gedackt 8´ B/D   | Subbas 16´ | Man/Ped |
| Vox Candida 8' D |            |         |
| Principal 4' B/D |            |         |
| Rörflöjt 4' B/D  |            |         |
| Kvinta 2 2/3' D  |            |         |
| Oktava 2' B/D    |            |         |
| Kvinta 1 1/3' B  |            |         |

## Bildgalleri

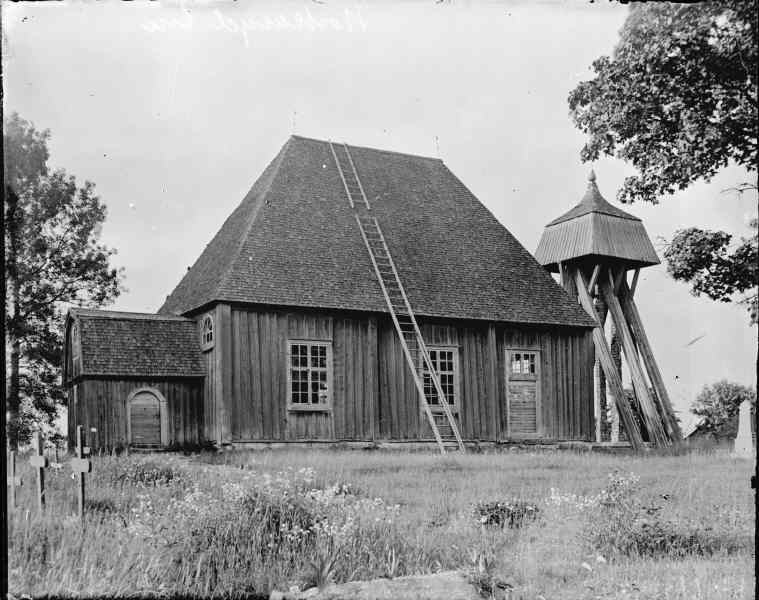
Stockaryds gamla kyrka,riven 1908.
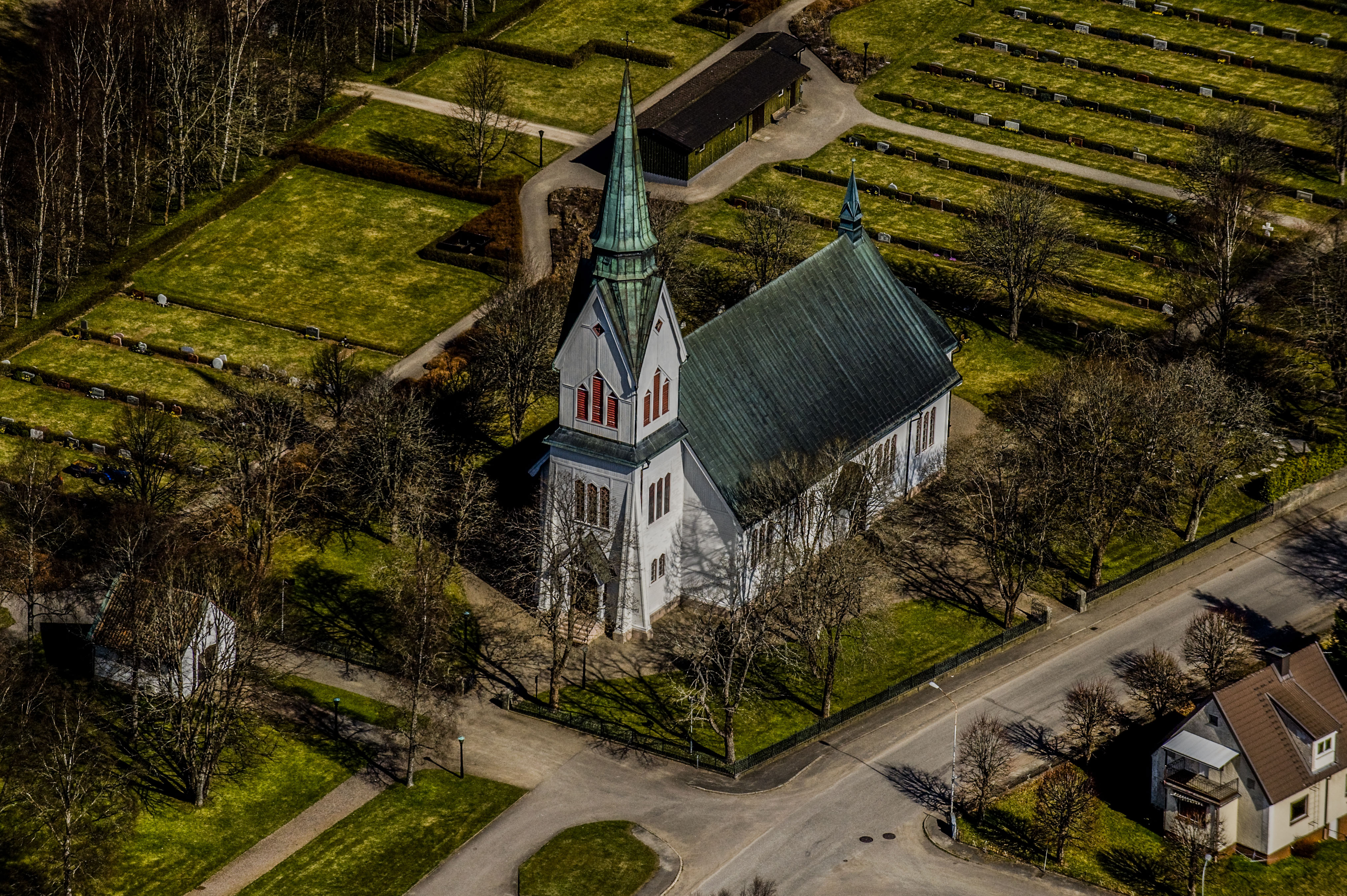
Kyrkan från ovan.
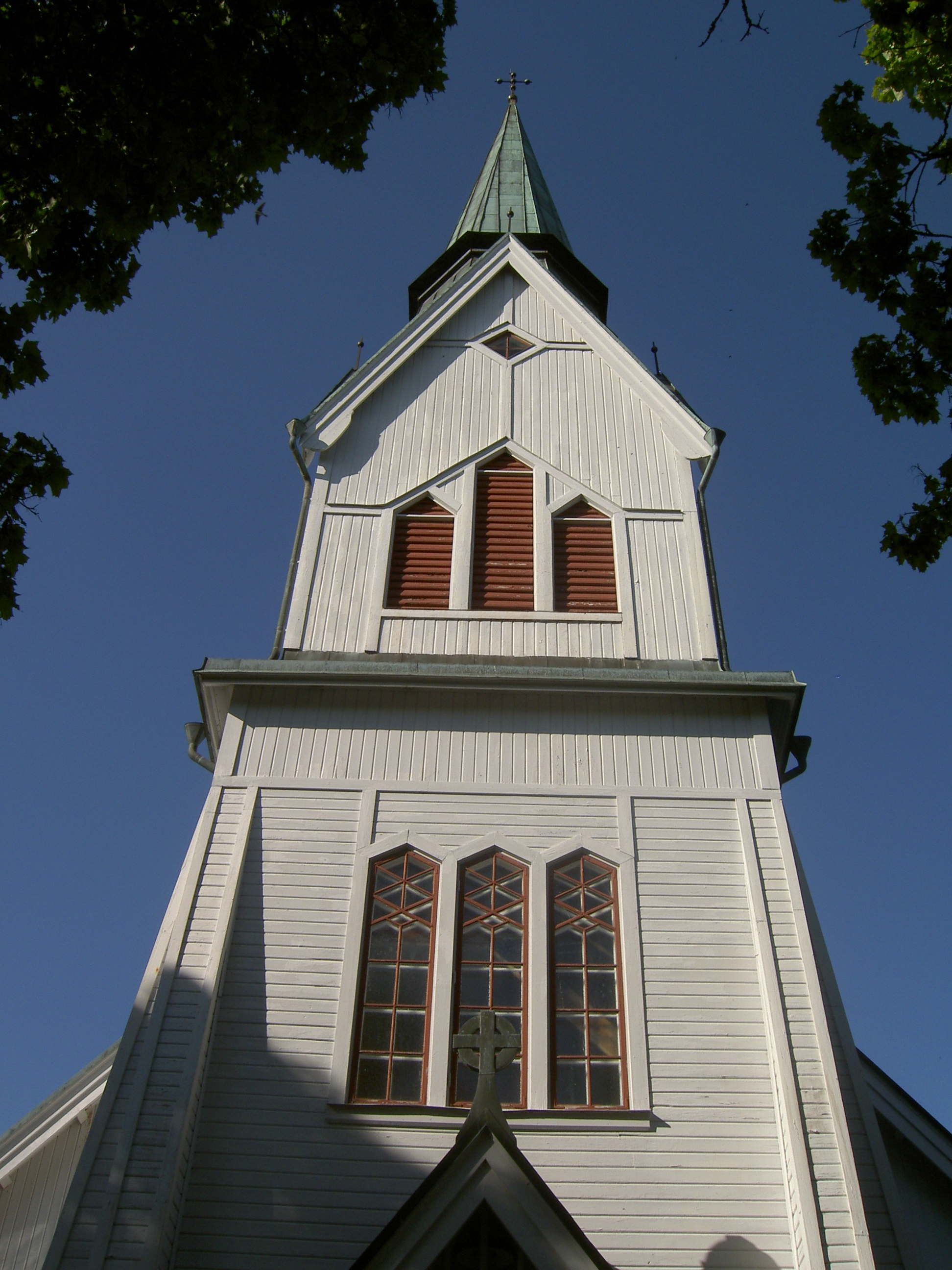
Tornbyggnaden.
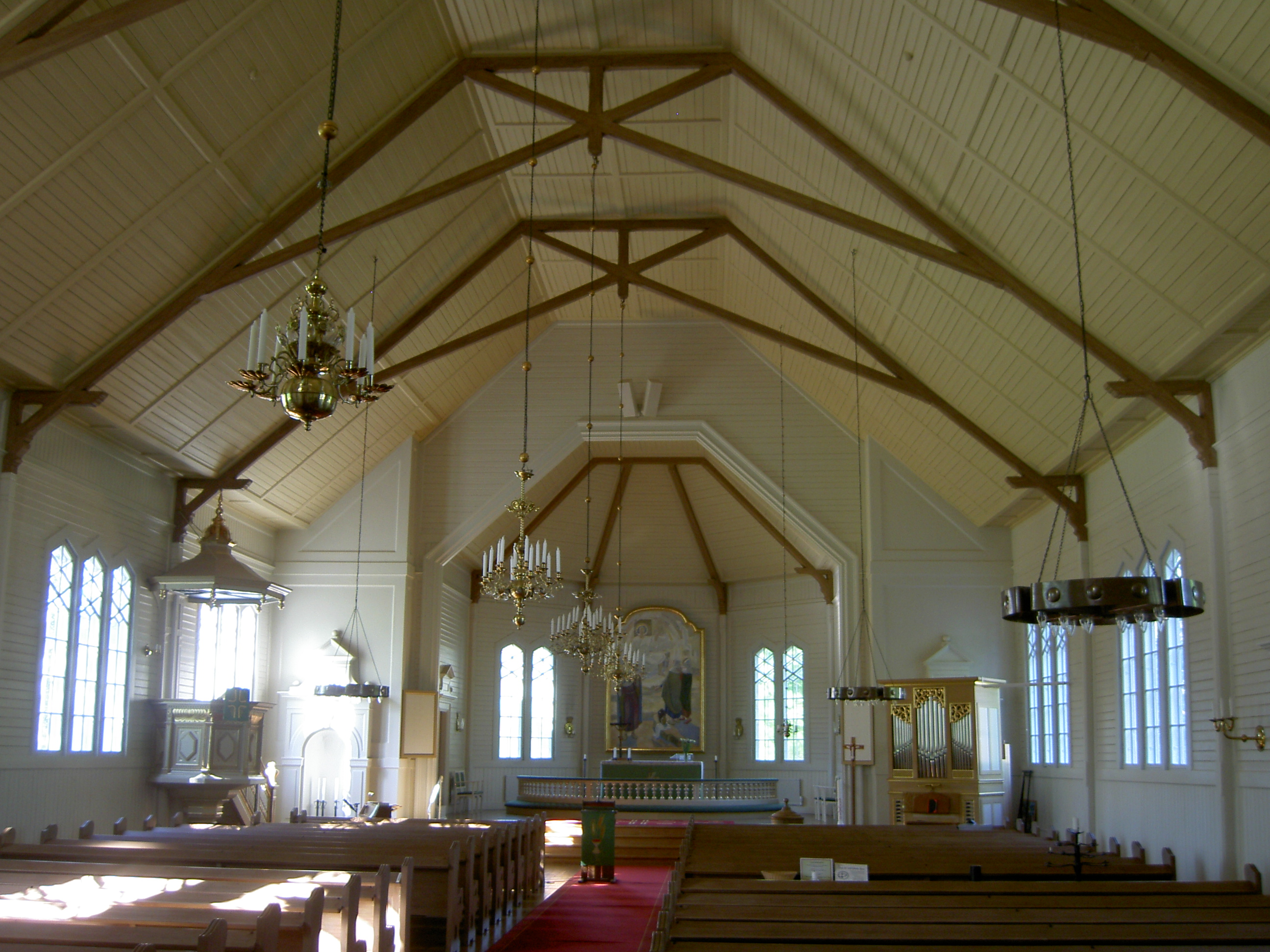
Kyrkorummet.
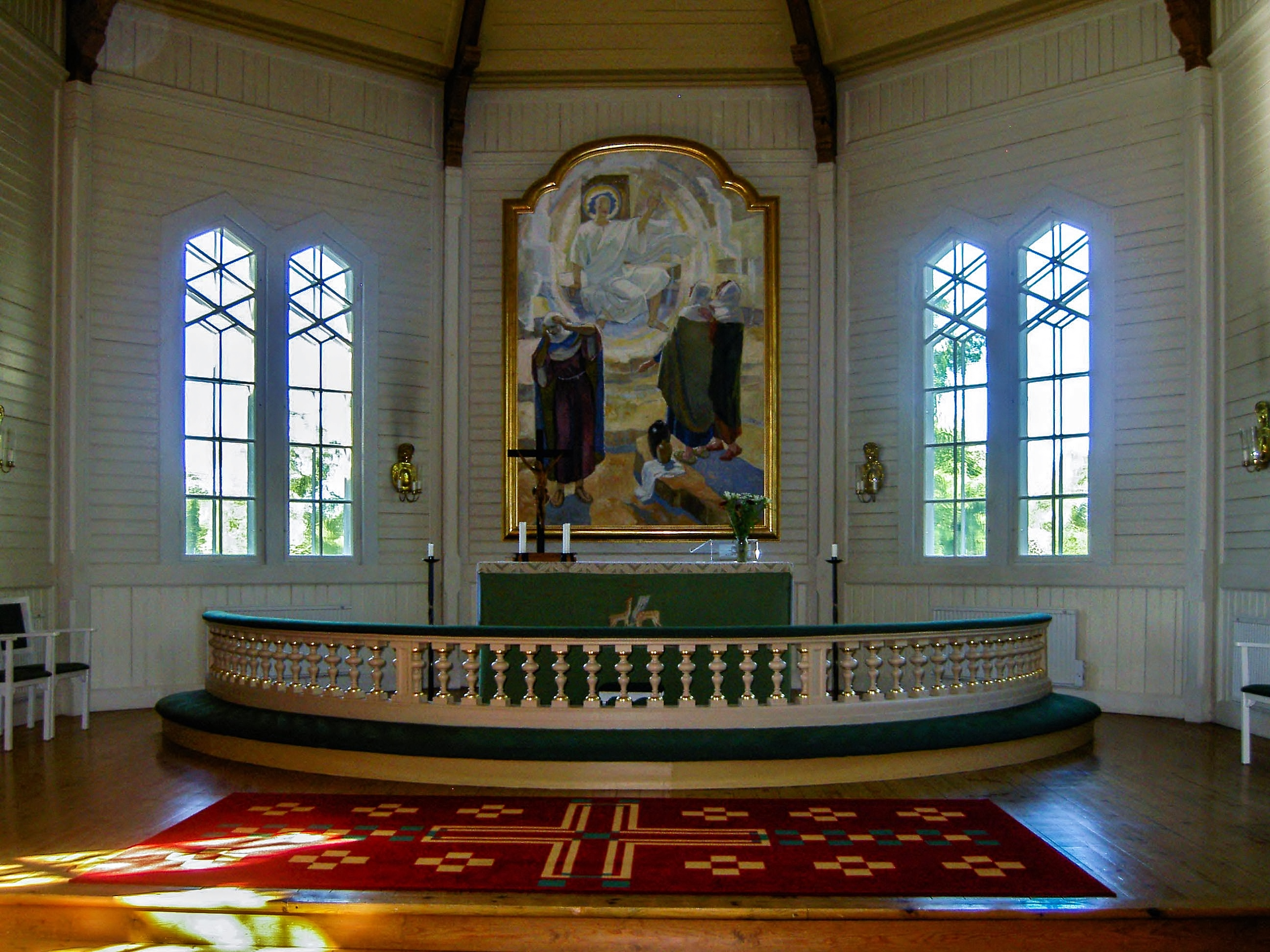
Koret med O.Hjortzbergs altartavla.
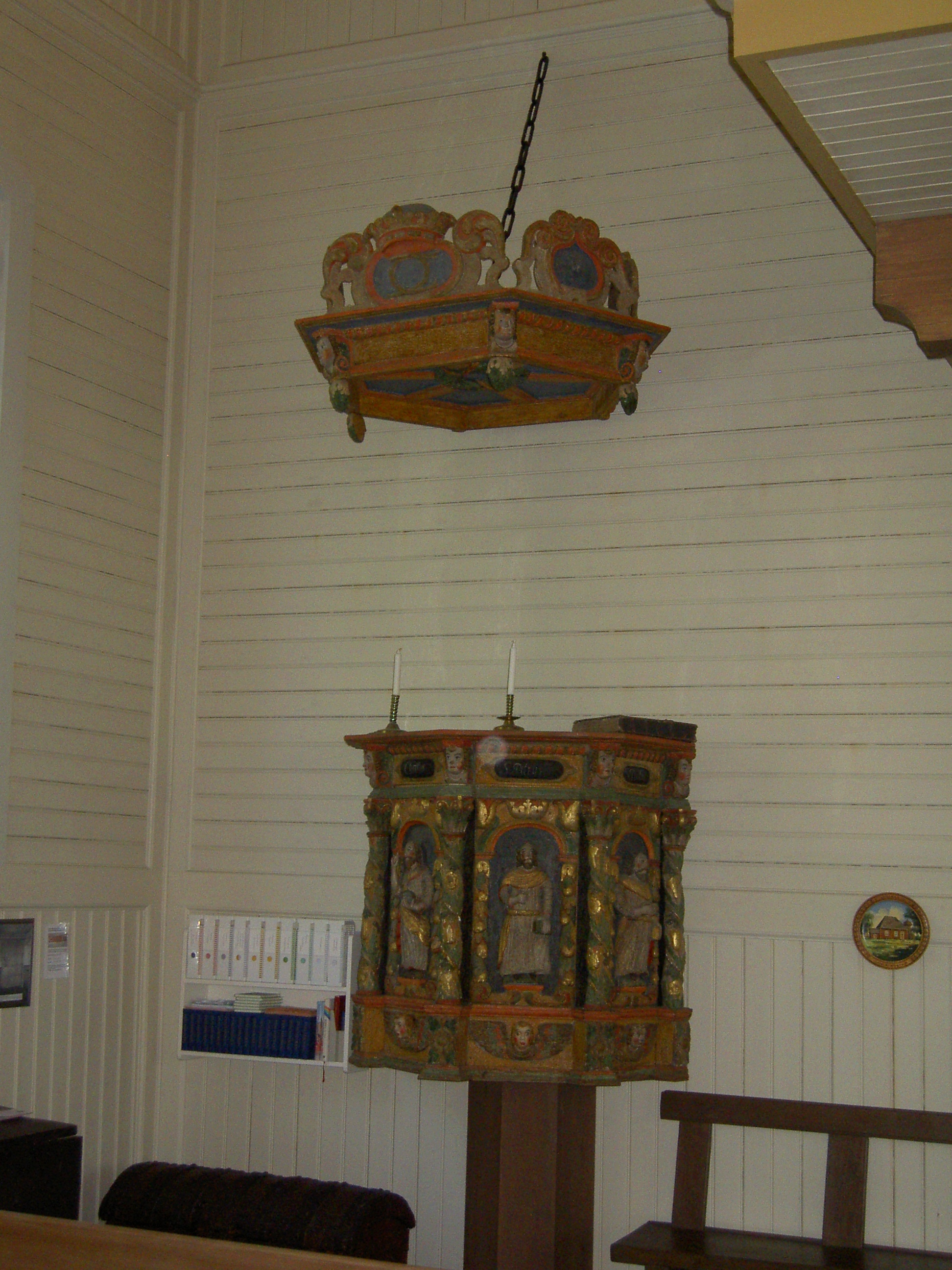
Gamla kyrkans predikstol från 1700-talet.
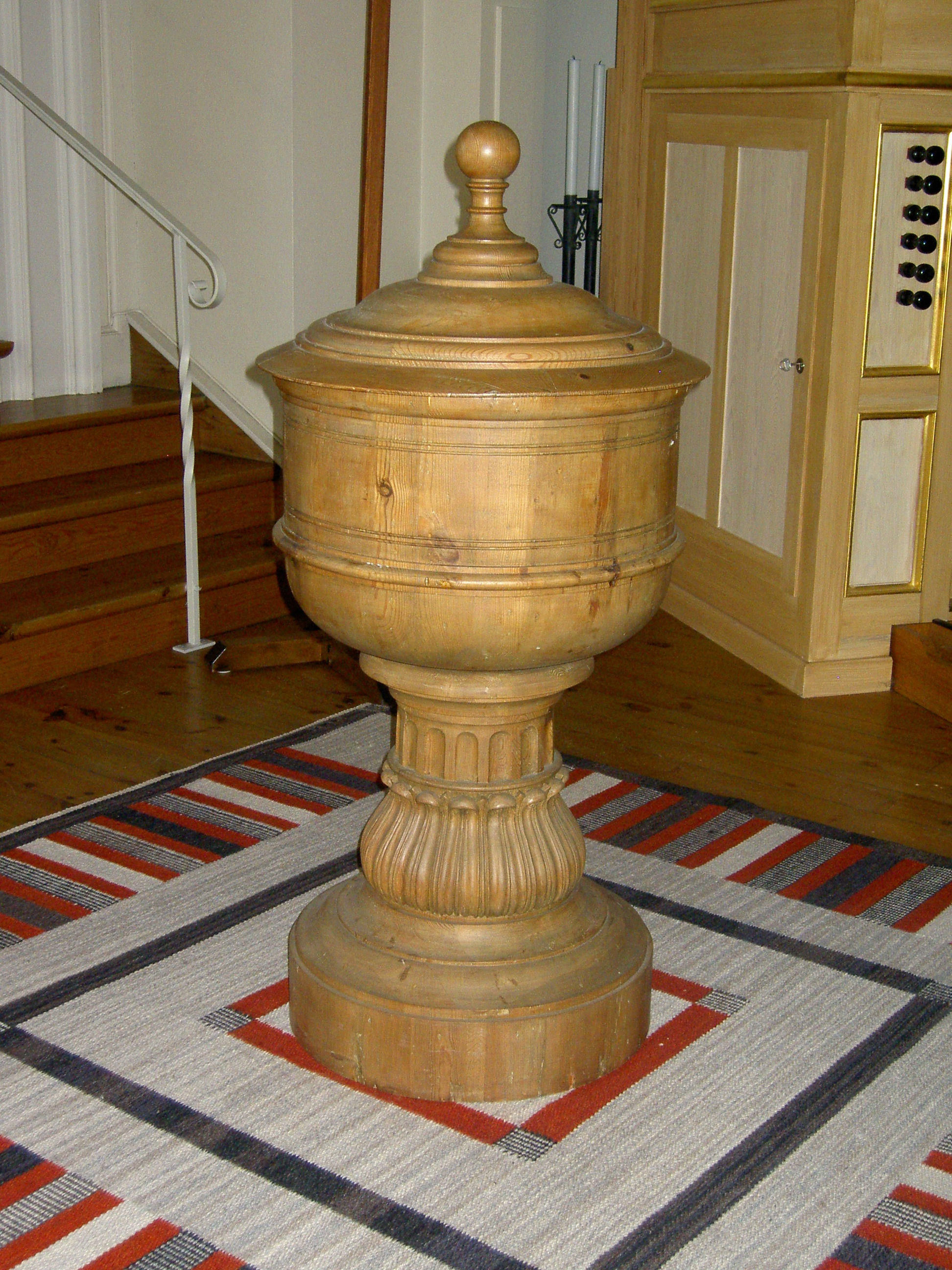
Dopfunten.
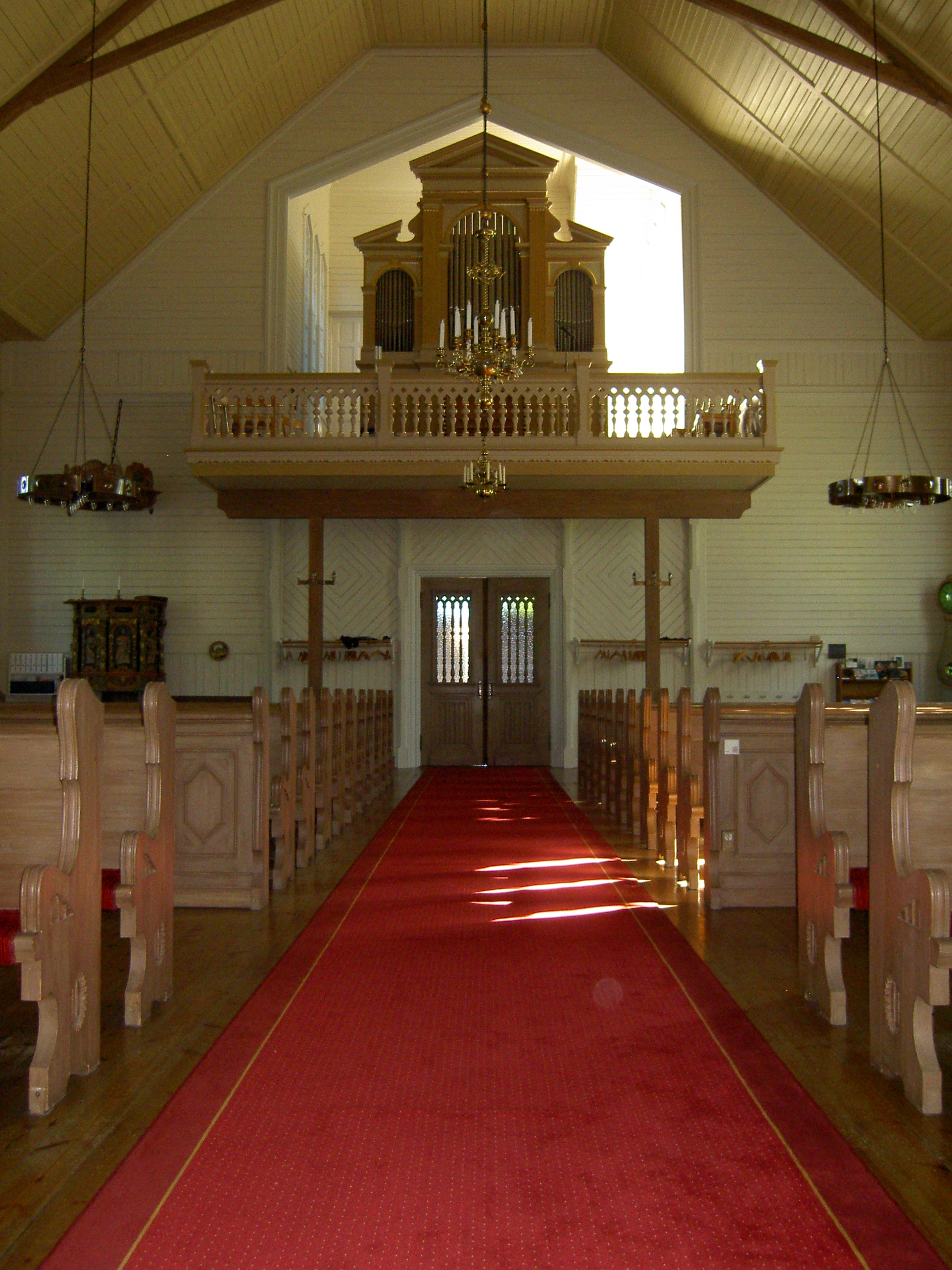
Orgelläktaren och läktarorgeln.